# Masjenka
Masjenka (russisk: Машенька) er en sovjetisk film fra 1942 af Julij Rajzman.

## Medvirkende
- Valentina Karavajeva - Masjenka Stepanova
- Mikhail Kuznetsov - Aleksej Solovjov
- D. Pankratova - Klava
- Vera Altajskaja - Vera
- Georgij Svetlani - Vasja